# Steinberg (Vorderer Bayerischer Wald)
Der Steinberg ist eine 638 Meter hohe Erhebung im Vorderen Bayerischen Wald auf dem Gebiet der Gemeinde Rattenberg im Landkreis Straubing-Bogen. Der höchste Punkt befindet sich auf der Gemarkung Siegersdorf vier Kilometer Luftlinie südöstlich des Ortskerns von Rattenberg. Der Klinglbach verläuft im Osten und Norden des Steinbergs, der Almhofer Bach im Westen und Südwesten. Auf dem südlich des Gipfels gelegenen Bergsattel (606 m) zwischen den Tälern von Klinglbach und Almhofer Bach und den beiden Erhebungen Steinberg und Kühberg (685 m) liegt der Rattenberger Gemeindeteil Maierhof. Weitere Orte im Umkreis sind Almhofen, Buglmühl, Gneißen, Hinterfelling und Riedelswald.